# 巴比倫省
巴比倫省（阿拉伯语：‎，阿拉米语：ܒܒܠ）是伊拉克十九省之一，位於首都巴格達以南約100公里。面積6,468平方公里，人口 1,751,900（2003年估計）。首府希拉。兩河文明重鎮巴比倫的遺跡也在本省。
1971年以前稱為希拉省。